# Football Club Internazionale Milano 1985-1986
Questa voce raccoglie le informazioni riguardanti il Football Club Internazionale Milano nelle competizioni ufficiali della stagione 1985-1986.

## Stagione

Da sinistra: i neoacquisti Pierino Fanna e Luciano Marangon.

I freschi campioni d'Italia Marangon e Fanna, difensore laterale il primo e ala il secondo, giunsero a rimpolpare l'organico nel corso dell'estate 1985: spazio anche all'ex juventino Marco Tardelli, ormai avviato alla parabola discendente, e Selvaggi.
L'avvio di stagione non fu malvagio, Castagner condusse la formazione agli ottavi di Coppa UEFA senza troppi patemi: il rapporto tra l'allenatore e Pellegrini andò tuttavia guastandosi, sfociando nell'esonero e sostituzione con Mario Corso alla vigilia del derby d'Italia. Platini rispose al gol-lampo di Bergomi sancendo la divisione dei punti, mentre il 1º dicembre 1985 era Paolo Rossi a impedire con una doppietta la vittoria nel confronto milanese; da menzionare anche una rete in rovesciata che Rummenigge firmò col Torino la domenica seguente, gara conclusa a propria volta sul nulla di fatto.
Sotto la guida dell'ex calciatore l'Inter eliminò il Legia Varsavia nei supplementari, ma una serie di sconfitte in campionato comprometteva il terzo posto occupato al giro di boa: maggiori le consolazioni offerte dall'Europa, in cui Altobelli e soci venivano chiamati a misurarsi con la «bestia nera» Real Madrid per accedere alla finale.
Domenica 6 aprile 1986 andò frattanto in scena un derby meneghino senza particolari connotati agonistici, benché simbolico per un Milan appena ereditato dall'imprenditore Silvio Berlusconi: gol risolutore quello del classe 1967 Minaudo, fino ad allora un «illustre sconosciuto» per stampa e addetti ai lavori. Fatale ancora una volta era però la capitale iberica coi nerazzurri piegati da Santillana, protagonista del clamoroso 5-1 cui si addivenne nell'overtime.
Presi intanto accordi con un Giovanni Trapattoni ormai al passo d'addio dalla Juventus, la Beneamata — giunta a distanziare per un solo punto i concittadini dopo il summenzionato successo — mancò di agganciare la zona-Uefa classificandosi in sesta posizione: a determinare il ripescaggio contribuiva la vittoria in Coppa Italia da parte della Roma, contro la quale i lombardi si erano arresi nei quarti di finale.

## Divise e sponsor
Lo sponsor tecnico per la stagione 1985-1986 fu Mec Sport, mentre lo sponsor ufficiale fu Misura.
| Casa | Trasferta |

## Organigramma societario
Area direttiva
- Presidente: Ernesto Pellegrini
- Presidente onorario: Ivanoe Fraizzoli
- Vicepresidente: Giuseppe Prisco, Giulio Abbiezzi e Angelo Corridori
- Amministratore delegato: Giordano Pellegrini
- Direttore generale: Franco Dal Cin (fino al 21 novembre)

Area organizzativa
- Segretaria: Ileana Almonti

Area comunicazione
- Capo ufficio stampa: Valberto Miliani

Area tecnica
- Direttore Sportivo: Giancarlo Beltrami
- Allenatore: Ilario Castagner, poi Mario Corso
- Allenatore in seconda: Cleante Zat

Area sanitaria
- Medici sociali: dott. Mario Benazzi e dott. Luigi Colombo
- Preparatore atletico: Vanni Turconi e Cleante Zat
- Massaggiatori: Giancarlo Della Casa e Massimo Della Casa

## Rosa
| N. |                    | Ruolo | Calciatore          |
| -- | ------------------ | ----- | ------------------- |
|    | Italia (bandiera)  | P     | Fabrizio Lorieri    |
|    | Italia (bandiera)  | P     | Walter Zenga        |
|    | Italia (bandiera)  | D     | Giuseppe Bergomi    |
|    | Italia (bandiera)  | D     | Fulvio Collovati    |
|    | Italia (bandiera)  | D     | Riccardo Ferri (II) |
|    | Italia (bandiera)  | D     | Luciano Marangon    |
|    | Italia (bandiera)  | D     | Alberto Rivolta     |
|    | Italia (bandiera)  | C     | Giuseppe Baresi (I) |
|    | Italia (bandiera)  | C     | Daniele Bernazzani  |
|    | Irlanda (bandiera) | C     | Liam Brady          |
|    | Italia (bandiera)  | C     | Enrico Cucchi       |
|    | Italia (bandiera)  | C     | Pierino Fanna       |

| N. |                           | Ruolo | Calciatore                      |
| -- | ------------------------- | ----- | ------------------------------- |
|    | Italia (bandiera)         | C     | Andrea Mandorlini               |
|    | Italia (bandiera)         | C     | Gianpiero Marini                |
|    | Italia (bandiera)         | C     | Giuseppe Minaudo                |
|    | Italia (bandiera)         | C     | Massimo Pellegrini              |
|    | Italia (bandiera)         | C     | Carmine Nunziata                |
|    | Italia (bandiera)         | C     | Marco Tardelli                  |
|    | Italia (bandiera)         | A     | Alessandro Altobelli (capitano) |
|    | Italia (bandiera)         | A     | Massimo Ciocci                  |
|    | Italia (bandiera)         | A     | Paolo Mandelli                  |
|    | Italia (bandiera)         | A     | Franco Selvaggi                 |
|    | Germania Ovest (bandiera) | A     | Karl-Heinz Rummenigge           |

## Calciomercato

### Sessione estiva
| Acquisti         | Acquisti                | Acquisti   | Acquisti      |
| R.               | Nome                    | da         | Modalità      |
| ---------------- | ----------------------- | ---------- | ------------- |
| P                | Fabrizio Lorieri        | Piacenza   | riscatto      |
| D                | Daniele Bernazzani      | Pisa       | riscatto      |
| D                | Luciano Marangon        | Verona     | definitivo    |
| C                | Pierino Fanna           | Verona     | definitivo    |
| C                | Marco Tardelli          | Juventus   | definitivo    |
| A                | Franco Selvaggi         | Udinese    | definitivo    |
| Altre operazioni |                         |            |               |
| R.               | Nome                    | da         | Modalità      |
| D                | Gianni Marco Sansonetti | Imperia    | fine prestito |
| D                | Fabio Calcaterra        | Siena      | fine prestito |
| D                | Walter Dondoni          | Padova     | fine prestito |
| D                | Luca Meazza             | Taranto    | riscatto      |
| D                | Luigi Vizza             | Crotone    | fine prestito |
| C                | Evaristo Beccalossi     | Sampdoria  | riscatto      |
| C                | Mauro Castellazzi       | Pontedera  | riscatto      |
| C                | Stefano Civeriati       | Imperia    | fine prestito |
| C                | Ilario Cozzi            | Livorno    | riscatto      |
| C                | Claudio Fermanelli      | Parma      | riscatto      |
| C                | Carmelo Granata         | Cesenatico | fine prestito |
| C                | Francesco Lapa          | Savona     | fine prestito |
| C                | Mauro Marmaglio         | Barletta   | riscatto      |
| C                | Franco Monti            | Siena      | fine prestito |
| C                | Hansi Müller            | Como       | fine prestito |
| C                | Luigi Rocca             | Sanremese  | fine prestito |
| C                | Andrea Zanuttig         | Mestre     | definitivo    |
| A                | Andrea Galanti          | Como       | prestito      |
| A                | Fabrizio Gatti          | Sanremese  | definitivo    |
| A                | Riccardo Gori           | Turris     | fine prestito |
| A                | Juary                   | Cremonese  | fine prestito |
| A                | Amerigo Paradiso        | Sanremese  | fine prestito |
| A                | Massimo Pellegrini      | Monza      | fine prestito |
| A                | Luca Rivetta            | Carbonia   | fine prestito |
| A                | Aldo Serena             | Torino     | riscatto      |

| Cessioni         | Cessioni                | Cessioni            | Cessioni   |
| R.               | Nome                    | da                  | Modalità   |
| ---------------- | ----------------------- | ------------------- | ---------- |
| P                | Angelo Recchi           | Ancona              | definitivo |
| D                | Graziano Bini           | Genoa               | definitivo |
| C                | Franco Causio           | Lecce               | definitivo |
| C                | Giancarlo Pasinato      | Ascoli              | definitivo |
| C                | Antonio Sabato          | Torino              | definitivo |
| A                | Carlo Muraro            | Arezzo              | definitivo |
| Altre operazioni |                         |                     |            |
| R.               | Nome                    | da                  | Modalità   |
| P                | Gianni Marco Sansonetti | Siena               | prestito   |
| D                | Fabio Calcaterra        | Lazio               | prestito   |
| D                | Walter Dondoni          | Monza               | prestito   |
| D                | Enrico Leoni            | Fanfulla            | definitivo |
| D                | Danilo Tedoldi          | Ancona              | definitivo |
| D                | Luigi Vizza             | Nissa               | definitivo |
| D                | Gianluca Zanella        | Forlì               | definitivo |
| C                | Mauro Castellazzi       | Cairese             | prestito   |
| C                | Stefano Civeriati       | Pavia               | prestito   |
| C                | Ilario Cozzi            | Sorso               | prestito   |
| C                | Claudio Fermanelli      | Siena               | prestito   |
| C                | Carmelo Granata         | Forlì               | prestito   |
| C                | Italo Groppi            | Pergocrema          | definitivo |
| C                | Francesco Lapa          | Pro Patria          | definitivo |
| C                | Maurizio Laureri        | Monza               | prestito   |
| C                | Mauro Marmaglio         | Trento              | riscatto   |
| C                | Franco Monti            | Virescit Boccaleone | definitivo |
| C                | Hansi Müller            | Wacker Innsbruck    | definitivo |
| C                | Luigi Rocca             | Taranto             | definitivo |
| A                | Andrea Bonacini         | Novara              | prestito   |
| A                | Riccardo Gori           | Derthona            | definitivo |
| A                | Juary                   | Porto               | definitivo |
| A                | Amerigo Paradiso        | SPAL                | definitivo |
| A                | Luca Rivetta            | Fanfulla            | definitivo |
| A                | Aldo Serena             | Juventus            | prestito   |

### Sessione autunnale
| Acquisti         | Acquisti         | Acquisti         | Acquisti         |
| R.               | Nome             | da               | Modalità         |
| Altre operazioni | Altre operazioni | Altre operazioni | Altre operazioni |
| R.               | Nome             | da               | Modalità         |
| ---------------- | ---------------- | ---------------- | ---------------- |

| Cessioni         | Cessioni            | Cessioni | Cessioni              |
| R.               | Nome                | da       | Modalità              |
| ---------------- | ------------------- | -------- | --------------------- |
| C                | Evaristo Beccalossi | Monza    | prestito (ad ottobre) |
| Altre operazioni |                     |          |                       |
| R.               | Nome                | da       | Modalità              |
| D                | Luca Meazza         | Cesena   | prestito (ad ottobre) |
| C                | Teodoro Piccinno    | Brindisi | prestito (ad ottobre) |

## Risultati

### Serie A

#### Girone di andata
| Arbitro: | Lombardo (Marsala) |

|                                 |           |              |
| Bergomi 55’ Rummenigge 73’, 75’ | Marcatori | 44’ Armenise |

| Arbitro: | Pieri (Genova) |

|                          |           |                    |
| Cantarutti 7’ Peters 78’ | Marcatori | 48’ (aut.) Gentile |

| Arbitro: | Sguizzato (Verona) |

|                                   |           |                  |
| Rummenigge 48’, 60’ Altobelli 88’ | Marcatori | 62’ (aut.) Ferri |

| Arbitro: | Agnolin (Bassano del Grappa) |

|               |           |               |
| Carnevale 52’ | Marcatori | 1’ Rummenigge |

| Milano 6 ottobre 1985 5ª giornata | Inter         | 0 – 0 | Verona | Stadio Giuseppe Meazza\| Arbitro: \| Redini (Pisa) \| |
| Arbitro:                          | Redini (Pisa) |       |        |                                                       |

| Arbitro: | Bergamo (Livorno) |

|            |           |                                        |
| Loseto 40’ | Marcatori | 64’ Tardelli 79’ Rummenigge 84’ Baresi |

| Arbitro: | D'Elia (Salerno) |

|  |           |            |
|  | Marcatori | 11’ Cucchi |

| Arbitro: | Agnolin (Bassano del Grappa) |

|                              |           |            |
| Altobelli 24’ Rummenigge 67’ | Marcatori | 89’ Boniek |

| Arbitro: | Pieri (Genova) |

|                                      |           |  |
| Passarella 27’ (rig.), 47’ Berti 45’ | Marcatori |  |

| Arbitro: | Longhi (Roma) |

|                  |           |              |
| Brady 73’ (rig.) | Marcatori | 49’ Maradona |

| Arbitro: | D'Elia (Salerno) |

|            |           |             |
| Bergomi 1’ | Marcatori | 52’ Platini |

| Arbitro: | Agnolin (Bassano del Grappa) |

|               |           |                                |
| Rossi 5’, 69’ | Marcatori | 29’ Altobelli 65’ (rig.) Brady |

| Arbitro: | Paparesta (Bari) |

|                                             |           |                                     |
| Brady 21’ (rig.) Rummenigge 55’ Bergomi 75’ | Marcatori | 34’ Comi 44’ Pusceddu 64’ Schachner |

| Arbitro: | Lombardo (Marsala) |

|               |           |  |
| Borgonovo 30’ | Marcatori |  |

| Arbitro: | Lanese (Messina) |

|            |           |  |
| Bergomi 9’ | Marcatori |  |

#### Girone di ritorno
| Arbitro: | Lo Bello (Siracusa) |

|              |           |  |
| Baldieri 60’ | Marcatori |  |

| Arbitro: | Redini (Pisa) |

|                       |           |                                    |
| Rummenigge 83’ (rig.) | Marcatori | 13’, 23’ Simonini 60’ (rig.) Soldà |

| Arbitro: | Pairetto (Torino) |

|               |           |  |
| Benedetti 75’ | Marcatori |  |

| Arbitro: | Coppetelli (Tivoli) |

|                            |           |              |
| Bergomi 50’ Rummenigge 73’ | Marcatori | 8’ Carnevale |

| Verona 9 febbraio 1986 20ª giornata | Verona           | 0 – 0 | Inter | Stadio Marcantonio Bentegodi\| Arbitro: \| Paparesta (Bari) \| |
| Arbitro:                            | Paparesta (Bari) |       |       |                                                                |

| Arbitro: | Longhi (Roma) |

|               |           |  |
| Altobelli 69’ | Marcatori |  |

| Arbitro: | Lamorgese (Potenza) |

|                                  |           |  |
| Tardelli 55’ Rummenigge 75’, 83’ | Marcatori |  |

| Arbitro: | Redini (Pisa) |

|                               |           |                |
| Graziani 23’, 33’ Gerolin 84’ | Marcatori | 61’ Rummenigge |

| Arbitro: | Lanese (Messina) |

|                    |           |  |
| Altobelli 28’, 73’ | Marcatori |  |

| Arbitro: | Pairetto (Torino) |

|                     |           |  |
| Maradona 71’ (rig.) | Marcatori |  |

| Arbitro: | D'Elia (Salerno) |

|                               |           |  |
| Platini 41’ (rig.) Bonini 85’ | Marcatori |  |

| Arbitro: | Redini (Pisa) |

|             |           |  |
| Minaudo 77’ | Marcatori |  |

| Arbitro: | Lo Bello (Siracusa) |

|          |           |  |
| Comi 67’ | Marcatori |  |

| Arbitro: | Lamorgese (Potenza) |

|                         |           |                                      |
| Altobelli 31’, 51’, 69’ | Marcatori | 39’ (rig.) Albiero 87’ Notaristefano |

| Genova 27 aprile 1986 30ª giornata | Sampdoria    | 0 – 0 | Inter | Stadio Luigi Ferraris\| Arbitro: \| Baldi (Roma) \| |
| Arbitro:                           | Baldi (Roma) |       |       |                                                     |

### Coppa Italia

#### Primo turno
| Cesena 21 agosto 1985 1ª giornata | Cesena           | 0 – 0 | Inter | Stadio Dino Manuzzi\| Arbitro: \| Lanese (Messina) \| |
| Arbitro:                          | Lanese (Messina) |       |       |                                                       |

| Arbitro: | Pezzella (Frattamaggiore) |

|                                   |           |                   |
| Tardelli 7’ Fanna 9’ Marangon 32’ | Marcatori | 82’ (rig.) Gritti |

| Arbitro: | Pieri (Genova) |

|                    |           |                  |
| Cecconi 56’ (rig.) | Marcatori | 76’ (rig.) Brady |

| Arbitro: | Sguizzato (Verona) |

|          |           |                                               |
| Moro 55’ | Marcatori | 21’, 41’, 81’ (rig.) Altobelli 38’ Rummenigge |

| Arbitro: | Paparesta (Bari) |

|                                        |           |             |
| Rummenigge 20’ Fanna 41’ Altobelli 60’ | Marcatori | 51’ Bertoni |

#### Fase finale
| Arbitro: | Testa (Prato) |

|            |           |                               |
| Valigi 55’ | Marcatori | 64’ (aut.) Seno 79’ Collovati |

| Arbitro: | Bruschini (Firenze) |

|                        |           |             |
| Tardelli 26’ Fanna 41’ | Marcatori | 51’ Coppola |

| Arbitro: | Agnolin (Bassano del Grappa) |

|                                   |           |  |
| Desideri 18’ (rig.) Tovalieri 29’ | Marcatori |  |

| Arbitro: | Lo Bello (Siracusa) |

|                               |           |              |
| Brady 16’ (rig.) Mandelli 75’ | Marcatori | 44’ Giannini |

### Coppa UEFA
| Arbitro: | Koukoulakis |

|                                                              |           |                |
| Altobelli 9’ Marangon 36’ Mandorlini 45’ Rummenigge 61’, 86’ | Marcatori | 72’ Pellegrini |

| San Gallo 2 ottobre 1985 Trentaduesimi di finale - Ritorno | San Gallo | 0 – 0 | Inter | Stadion Espenmoos (17 000 spett.)\| Arbitro: \| Bouillet \| |
| Arbitro:                                                   | Bouillet  |       |       |                                                             |

| Arbitro: | Costantin |

|           |           |  |
| Gröss 81’ | Marcatori |  |

| Arbitro: | Miminoshvili |

|                                          |           |  |
| Brady 20’ (rig.) Altobelli 34’, 80’, 81’ | Marcatori |  |

| Milano 27 novembre 1985 Ottavi di finale - Andata | Inter  | 0 – 0 | Legia Varsavia | Stadio Giuseppe Meazza (33 965 spett.)\| Arbitro: \| Prokop \| |
| Arbitro:                                          | Prokop |       |                |                                                                |

| Arbitro: | Eriksson |

|  |           |            |
|  | Marcatori | 108’ Fanna |

| Arbitro: | McGinlay |

|                                                |           |  |
| Le Roux 13’ (aut.) Tardelli 62’ Rummenigge 79’ | Marcatori |  |

| Arbitro: | Galler |

|                                             |           |                                     |
| Der Zakarian 9’ Halilhodžić 37’ Le Roux 42’ | Marcatori | 33’, 64’ Altobelli 59’ (rig.) Brady |

| Arbitro: | Fredriksson |

|                                      |           |             |
| Tardelli 1’, 54’ Salguero 89’ (aut.) | Marcatori | 87’ Valdano |

| Arbitro: | Keizer |

|                                                                  |           |                  |
| Sánchez 44’ (rig.), 74’ (rig.) Gordillo 63’ Santillana 94’, 107’ | Marcatori | 66’ (rig.) Brady |

## Statistiche

### Statistiche di squadra
Statistiche aggiornate al 21 maggio 1986.
| Competizione | Punti | In casa | In casa | In casa | In casa | In trasferta | In trasferta | In trasferta | In trasferta | Totale | Totale | Totale | Totale | Gf | Gs | DR |
| Competizione | Punti | G       | V       | N       | P       | G            | V            | N            | P            | G      | V      | N      | P      | Gf | Gs | DR |
| ------------ | ----- | ------- | ------- | ------- | ------- | ------------ | ------------ | ------------ | ------------ | ------ | ------ | ------ | ------ | -- | -- | -- |
| Serie A      | 32    | 15      | 10      | 4       | 1       | 15           | 2            | 4            | 9            | 30     | 12     | 8      | 10     | 36 | 33 | 3  |
| Coppa Italia |       | 4       | 4       | 0       | 0       | 5            | 2            | 2            | 1            | 9      | 6      | 2      | 1      | 17 | 9  | 8  |
| Coppa UEFA   |       | 5       | 4       | 1       | 0       | 5            | 1            | 2            | 2            | 10     | 5      | 3      | 2      | 20 | 10 | 10 |
| Totale       | -     | 24      | 18      | 5       | 1       | 25           | 5            | 8            | 12           | 49     | 23     | 13     | 13     | 73 | 52 | 21 |

### Andamento in campionato
| Giornata  | 1 | 2 | 3 | 4 | 5 | 6 | 7 | 8 | 9 | 10 | 11 | 12 | 13 | 14 | 15 | 16 | 17 | 18 | 19 | 20 | 21 | 22 | 23 | 24 | 25 | 26 | 27 | 28 | 29 | 30 |
| --------- | - | - | - | - | - | - | - | - | - | -- | -- | -- | -- | -- | -- | -- | -- | -- | -- | -- | -- | -- | -- | -- | -- | -- | -- | -- | -- | -- |
| Luogo     | C | T | C | T | C | T | T | C | T | C  | C  | T  | C  | T  | C  | T  | C  | T  | C  | T  | C  | C  | T  | C  | T  | T  | C  | T  | C  | T  |
| Risultato | V | P | V | N | N | V | V | V | P | N  | N  | N  | N  | P  | V  | P  | P  | P  | V  | N  | V  | V  | P  | V  | P  | P  | V  | P  | V  | N  |
| Posizione | 2 | 9 | 4 | 6 | 6 | 4 | 3 | 2 | 3 | 3  | 2  | 3  | 3  | 5  | 3  | 5  | 7  | 7  | 6  | 7  | 5  | 4  | 5  | 5  | 5  | 7  | 6  | 7  | 5  | 6  |

Legenda:

Luogo: C = Casa; T = Trasferta. Risultato: V = Vittoria; N = Pareggio; P = Sconfitta.

### Statistiche dei giocatori
| Giocatore     | Serie A  | Serie A | Serie A     | Serie A    | Coppa Italia | Coppa Italia | Coppa Italia | Coppa Italia | Coppa UEFA | Coppa UEFA | Coppa UEFA  | Coppa UEFA | Totale   | Totale | Totale      | Totale     |
| Giocatore     | Presenze | Reti    | Ammonizioni | Espulsioni | Presenze     | Reti         | Ammonizioni  | Espulsioni   | Presenze   | Reti       | Ammonizioni | Espulsioni | Presenze | Reti   | Ammonizioni | Espulsioni |
| ------------- | -------- | ------- | ----------- | ---------- | ------------ | ------------ | ------------ | ------------ | ---------- | ---------- | ----------- | ---------- | -------- | ------ | ----------- | ---------- |
| A. Altobelli  | 29       | 9       | ?           | 1          | 6            | 4            | ?            | ?            | 10         | 6          | ?           | ?          | 45       | 19     | ?           | 1+         |
| G. Baresi     | 29       | 1       | ?           | 0          | 7            | 0            | ?            | ?            | 10         | 0          | ?           | ?          | 46       | 1      | ?           | 0+         |
| G. Bergomi    | 30       | 5       | ?           | 0          | 6            | 0            | ?            | ?            | 10         | 0          | ?           | ?          | 46       | 5      | ?           | 0+         |
| D. Bernazzani | 8        | 0       | ?           | 0          | 3            | 0            | ?            | ?            | 2          | 0          | ?           | ?          | 13       | 0      | ?           | 0+         |
| L. Brady      | 29       | 3       | ?           | 0          | 9            | 2            | ?            | ?            | 10         | 3          | ?           | ?          | 48       | 8      | ?           | 0+         |
| M. Ciocci     | 0        | 0       | 0           | 0          | 2            | 0            | ?            | ?            | 0          | 0          | 0           | 0          | 2        | 0      | 0+          | 0+         |
| F. Collovati  | 25       | 0       | ?           | 0          | 6            | 1            | ?            | ?            | 8          | 0          | ?           | ?          | 39       | 1      | ?           | 0+         |
| E. Cucchi     | 22       | 1       | ?           | 0          | 7            | 0            | ?            | ?            | 4          | 0          | ?           | ?          | 33       | 1      | ?           | 0+         |
| P. Fanna      | 28       | 0       | ?           | 0          | 9            | 3            | ?            | ?            | 9          | 1          | ?           | ?          | 46       | 4      | ?           | 0+         |
| R. Ferri      | 27       | 0       | ?           | 0          | 7            | 0            | ?            | ?            | 8          | 0          | ?           | ?          | 42       | 0      | ?           | 0+         |
| F. Lorieri    | 0        | 0       | 0           | 0          | 5            | −5           | ?            | ?            | 0          | 0          | 0           | 0          | 5        | 0      | 0+          | 0+         |
| P. Mandelli   | 1        | 0       | ?           | 0          | 2            | 1            | ?            | ?            | 0          | 0          | 0           | 0          | 3        | 1      | 0+          | 0+         |
| A. Mandorlini | 26       | 0       | ?           | 0          | 6            | 0            | ?            | ?            | 10         | 1          | ?           | ?          | 42       | 1      | ?           | 0+         |
| L. Marangon   | 19       | 0       | ?           | 0          | 6            | 1            | ?            | ?            | 5          | 1          | ?           | ?          | 30       | 2      | ?           | 0+         |
| G. Marini     | 2        | 0       | ?           | 0          | 4            | 0            | ?            | ?            | 3          | 0          | ?           | ?          | 9        | 0      | ?           | 0+         |
| G. Minaudo    | 9        | 1       | ?           | 0          | 3            | 0            | ?            | ?            | 4          | 0          | ?           | ?          | 16       | 1      | ?           | 0+         |
| M. Monti      | 0        | 0       | 0           | 0          | 1            | 0            | ?            | ?            | 0          | 0          | 0           | 0          | 1        | 0      | 0+          | 0+         |
| C. Nunziata   | 0        | 0       | 0           | 0          | 2            | 0            | ?            | ?            | 0          | 0          | 0           | 0          | 2        | 0      | 0+          | 0+         |
| M. Pellegrini | 2        | 0       | ?           | 0          | 4            | 0            | ?            | ?            | 1          | 0          | ?           | ?          | 7        | 0      | ?           | 0+         |
| C. Pozzoni    | 0        | 0       | 0           | 0          | 1            | 0            | ?            | ?            | 0          | 0          | 0           | 0          | 1        | 0      | 0+          | 0+         |
| A. Rivolta    | 2        | 0       | ?           | 0          | 0            | 0            | 0            | 0            | 2          | 0          | ?           | ?          | 4        | 0      | 0+          | 0+         |
| K. Rummenigge | 24       | 13      | ?           | 0          | 6            | 2            | ?            | ?            | 9          | 3          | ?           | ?          | 39       | 18     | ?           | 0+         |
| F. Selvaggi   | 7        | 0       | ?           | 0          | 3            | 0            | ?            | ?            | 1          | 0          | ?           | ?          | 11       | 0      | ?           | 0+         |
| M. Tardelli   | 19       | 2       | ?           | 0          | 7            | 2            | ?            | ?            | 8          | 3          | ?           | ?          | 34       | 7      | ?           | 0+         |
| W. Zenga      | 30       | -33     | ?           | 0          | 4            | -4           | ?            | ?            | 10         | -10        | ?           | ?          | 44       | -47    | ?           | 0+         |